# Chrodoara de Amay
Santa Chrodoara de Amay, también llamada Oda u Ode (c. 560-antes de 634), fue una noble merovingia y la fundadora de la Abadía de Amay, actualmente en la Región Valona, Bélgica.

## Biografía
Se cree que Chrodoara nació alrededor de 560 en Suabia. Supuestamente contrajo matrimonio con Bodegisel-Bobo, hijo de Mummolin de Soissons (de ser cierto, debió enviudar en torno a 589). Tras la muerte de su esposo se trasladó a Amay y dedicó su riqueza y su tiempo a la Iglesia y a obras de caridad. Murió en algún momento anterior a 634, siendo enterrada en la Iglesia de San Jorge en Amay, actual Iglesia de San Jorge y Santa Oda (los nombres Oda y Ode, fechados en el siglo x, se identifican con Chrodoara).

### Descendencia
Al parecer Santa Chrodoara fue la madre del obispo Arnulfo de Metz, también santo, y abuela de San Clodulfo de Metz y también, posiblemente, la abuela de Hugoberto o de su esposa Irmina de Oeren, así como la bisabuela de Plectruda, esposa de Pipino de Heristal, si bien las evidencias datan de una fecha tan tardía que no se pueden considerar como absolutamente verídicas.

## Sarcófago

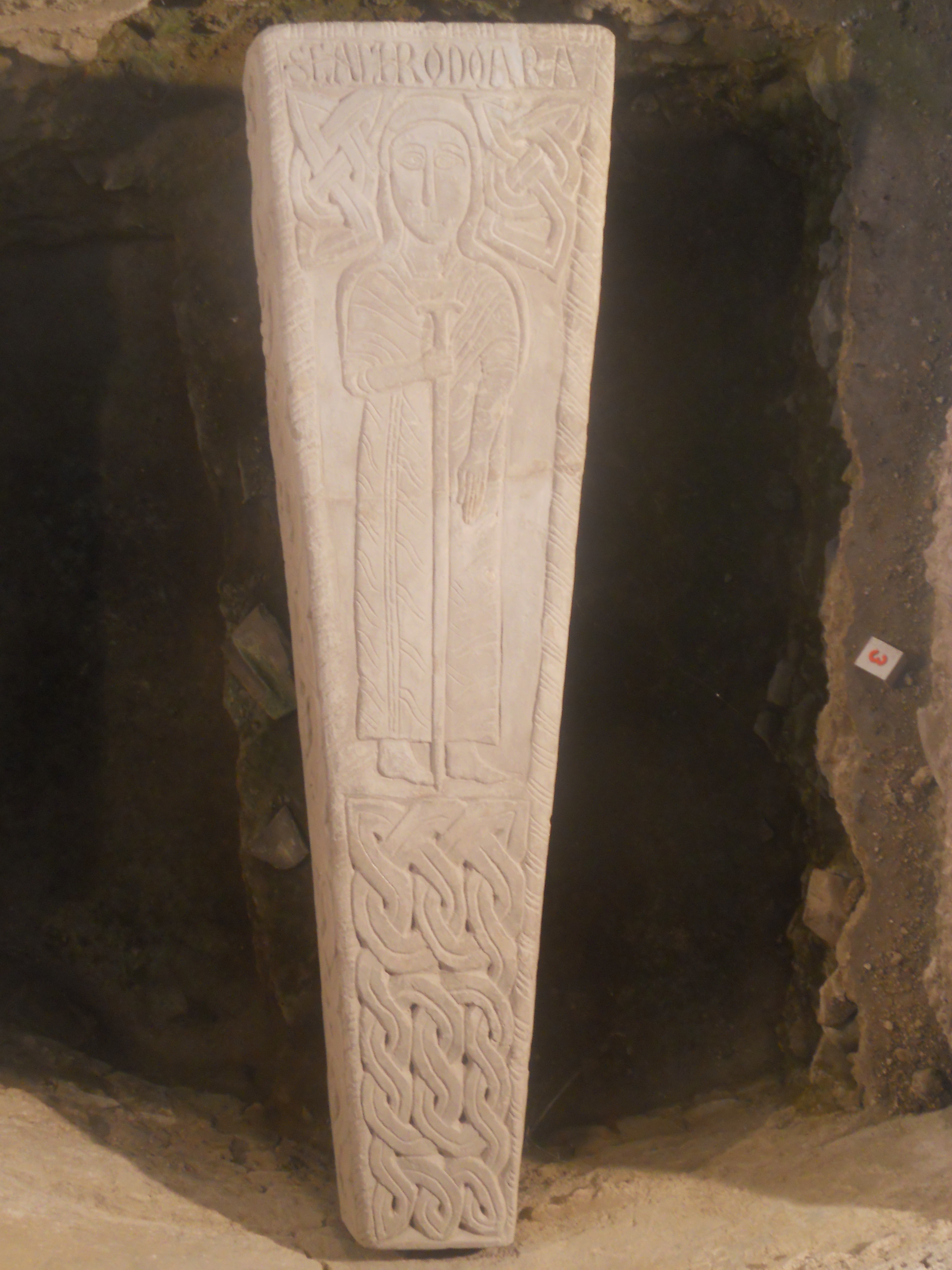
Sarcófago.

### Descubrimiento
El 22 de enero de 1977, a las 16:45 horas, se descubrió un sarcófago durante unas excavaciones realizadas bajo el coro de la colegiata de la Iglesia de San Jorge y Santa Oda por, entre otros, Jacques Willems, Eugène Thirion, Thomas Delarue y Freddy Ligot, todos ellos miembros del Círculo arqueológico Hesbaye-Condroz. El sarcófago se exhibe actualmente en el lugar de su descubrimiento sobre una superficie de plástico reforzado para aislarlo de la humedad y los hongos. El museo de Mainz en Alemania realizó dos moldes de la pieza: uno fue entregado al museo municipal de Amay y se conserva a día de hoy en el claustro, mientras que el otro se expone en Mainz.
El sarcófago constituye una de las obras arqueológicas más valiosas de la Alta Edad Media conservadas en Europa, especialmente por el hecho de mostrar una figura humana del periodo merovingio, algo poco común. Desde su descubrimiento, la pieza ha adquirido gran notoriedad en el campo científico de la historia del arte y de la arqueología.

### Identificación
Chrodoara figura como sepultada en la iglesia de Amay en el testamento de su sobrino, Adalgiselo-Grimmo, diácono de Verdun en 634 y probablemente tío de Adalgiselo. Adalgiselo-Grimmo dejó constancia de haber efectuado un legado a la Iglesia de San Jorge, donde descansaba su tía, lo que permite fechar su deceso en un momento anterior a 634. Años después, el obispo Huberto de Lieja habría procedido a la apertura de su sepulcro, cerca del cual habrían tenido lugar múltiples milagros (al parecer la tumba abierta despedía un «olor dulce», elemento típico en varios otros relatos, como el testimonio de la apertura del sepulcro de María Magdalena).

### Interpretación
Los filólogos han demostrado que los apellidos germánicos de la Alta Edad Media se componían de una denominación larga con un valor de identificación familiar. En Maasland, en los Países Bajos y Bélgica, se conocen varios personajes históricos con el prefijo «Chrod» en su nombre, como Chrodor y Chrodober. En la denominación larga no era extraño agregar un segundo nombre más corto, a veces vinculado a la familia. Los historiadores han demostrado que Oda es en realidad la abreviatura de Chrodoara, quien empezó a ser llamada de esta forma en el siglo x.

### Datación
En el siglo xii (c.1050-1100) la profusión de ornamentos en los sarcófagos comenzó a decaer, empezando a destacar en la orfebrería el denominado «zócalo». Los restos de Chrodoara fueron entonces exhumados y depositados en una segunda tumba, siendo el antiguo sarcófago enterrado debajo del coro de la Iglesia de San Jorge y Santa Oda debido a que se quiso evitar la destrucción de un objeto considerado sagrado; por este motivo el sepulcro se hallaba vacío al momento de su descubrimiento salvo por algunos huesos y objetos varios, principalmente fragmentos de vasijas, todos ellos fechados entre los siglos viii-ix y xii-xiv. Esta datación permitió situar el sarcófago en un contexto arqueológico, el cual incluye la fecha en que se transfirieron las reliquias del sarcófago de piedra a uno nuevo de orfebrería.
Actualmente se acepta que el sarcófago está fechado en torno al año 740, cuando se produjo la canonización de las reliquias de Chrodoara. Esta celebración litúrgica pretendía poner en relieve las virtudes de la santa y originar una devoción hacia ella; esta ceremonia habría sido, además, el motivo principal para realizar el sarcófago, si bien existen otras razones que ayudan a corroborar esta datación:
- La alta calidad de la cubierta hace pensar que se trata de un trabajo de entre finales del siglo vii y principios del viii dada la complejidad de la ejecución, el elevado control de la composición, el tamaño y la firmeza del grabado.

- La costumbre de enterrar a los muertos surgió en torno a la segunda mitad del siglo vii (antes eran cremados).

- La ortografía y el lenguaje remiten a la época merovingia, ya que el sarcófago muestra un texto escrito en un latín evolucionado de tipo merovingio.

### Análisis
En el sepulcro figura la siguiente epigrafía:

CHRODOARA NUBELIS
MAGNA ET INCLITIS EX SUA
SUBSTACIA DICTAVIT SANCTOARIA
CHRODOARA NOBLE
GRANDE E ILUSTRE
FUNDÓ UN SANTUARIO CON SU DINERO

En el frontal del sarcófago resulta legible «SCA CHRODOARA» («STA CHRODOARA»); este término alude más al fervor religioso que a la santidad en el sentido moderno de la palabra, resultando esclarecedor este hecho gracias al epígrafe, situado en la zona superior lateral. Por su parte, la efigie presente en la cubierta del sarcófago aparece sosteniendo un bastón, símbolo del poder abacial, aunque Chrodoara nunca llegó a ser abadesa.

### Sarcófago relicario
Poco a poco se fue desarrollando un fervor popular que llevó a que la tumba de Chrodoara se convirtiese en un lugar de peregrinación en Amay. Hacia el siglo viii se habrían depositado sus restos en el sarcófago, destinado a ser contemplado por los fieles, por lo que en realidad se trataría de un sarcófago relicario, lo que a su vez explicaría su decoración y su epígrafe, ya que un sarcófago elaborado para ser enterrado no solía disponer de ornamentos ni de texto alguno.